# 中村精男
中村 精男（なかむら きよお、1855年6月2日（安政2年4月18日） - 1930年（昭和5年）1月3日）は、明治・大正期の気象学者。第3代中央気象台台長。気象事業の整備や科学的な気象学の育成に尽力。日本の理科教育にも貢献した。

## 経歴・業績
長州藩士：中村粂吉の長男として長門国萩で生まれる。少年の頃松下村塾に学ぶ。1871年上京し、大学南校を経て1879年東京大学物理学科を卒業、内務省地理局（国土地理院の前身の一つ）測量課に入る。
1886年から1889年にドイツに留学。ベルリン大学、ハンブルク海洋気象台で気象学を修める。1890年に中央気象台技師となる。1893年にシカゴで開かれた万国博覧会に出品するため英語で「The Climate of Japan 日本の気候」を執筆、この論文により1902年2月10日に理学博士となった。1895年に中央気象台台長に就任、1923年まで務めた。1908年11月28日には帝国学士院会員に選任された。
公務のかたわら、1881年には寺尾寿、和田雄治らとともに東京物理講習所（のち東京物理学校、現東京理科大学）の設立に携わり、寺尾寿の後任として1896年から同校の校長となり、1930年に脳溢血で死去するまで在職、日本の理科教育にも大きく貢献した。
エスペラントおよびメートル法の普及に尽力した功績も大きい。財団法人日本エスペラント学会の初代理事長を1926年から1930年に務めた。
多磨霊園に眠る。

## 栄典・授章・授賞
- 1899年（明治32年）12月20日 - 正六位[5]
- 1922年（大正11年）12月11日 - 従三位[6]

## 著書
- 中等教科・物理学、小林晋吉と共著、水野書店、1903年
- Verkoj de D-ro Nakamura（中村精男博士遺稿集）、日本エスペラント学会、1932年 - 全篇エスペラントで記述